# Bhoylou Bhoylou
Albums de Binta Laly Sow
Walliyabhé Fouta
(1996) Foulaniou
(2003)
Bhoylou Bhoylou est le deuxième album de l’artiste guinéenne Binta Laly Sow. Il est sorti en 2000, enregistré  en Guinée,,,.

## Liste des titres
| 1. | Bhoylou Bhoylou   | Binta Laly Sow |  | 5:26 |
| 2. | Horé Walia        | Binta Laly Sow |  | 5:24 |
| 3. | Sougué            | Binta Laly Sow |  | 4:55 |
| 4. | Labé              | Binta Laly Sow |  | 5:16 |
| 5. | Bhouloun N'Djouri | Binta Laly Sow |  | 5:03 |
| 6. | Bela              | Binta Laly Sow |  | 4:46 |
| 7. | Wareya            | Binta Laly Sow |  | 5:00 |
| 8. | Guigol            | Binta Laly Sow |  | 5:01 |